# Horst Pätzold

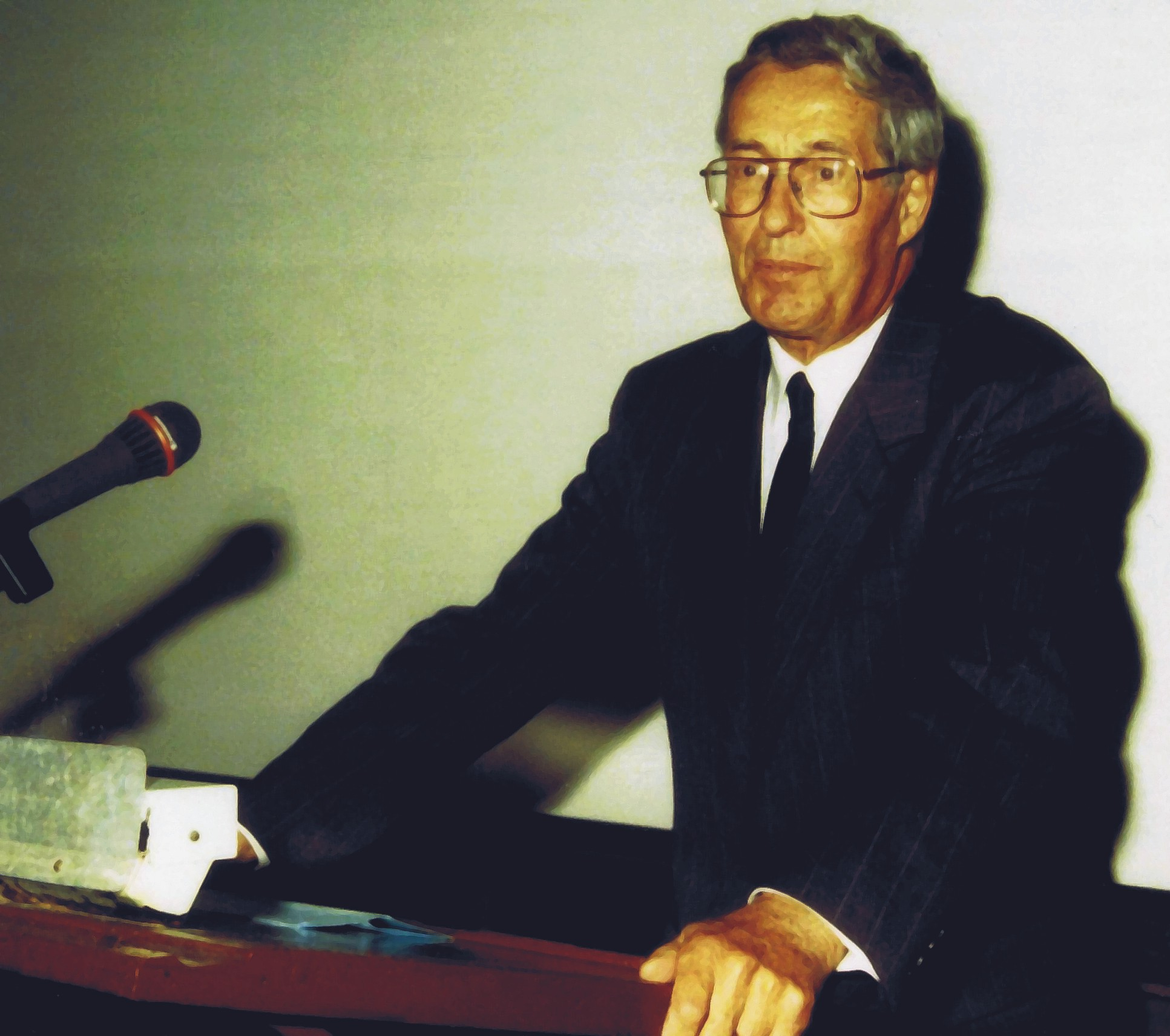
Horst Pätzold (2001)

Horst Pätzold (* 5. Januar 1926 in Koppelow, heute Ortsteil von Hoppenrade; † 2. August 2018 in Rostock) war ein deutscher Pflanzenbauwissenschaftler, der fast 30 Jahre an der Agrarfakultät der Universität Rostock und an Universitäten in der Dritten Welt lehrte. Sein Forschungsschwerpunkt und Lehrgebiet war das Grünland in Europa und das Grasland in den (Sub-)Tropen.

## Lebensweg
Pätzold wurde als zweiter Sohn eines mecklenburgischen Gutspächters in Koppelow bei Güstrow geboren, wuchs in Bookhorst bei Ribnitz auf und legte 1943 am Realgymnasium in Rostock das Abitur ab. Seine weitere Ausbildung musste er noch im gleichen Jahr wegen seiner Eingliederung in den Reichsarbeitsdienst und nachfolgender Einberufung in die Wehrmacht unterbrechen. Von 1944 bis 1945 war er als Soldat an der West- und Ostfront im Einsatz. 1945 geriet er zunächst in amerikanische Gefangenschaft und war bis Ende 1947 als Gefangener in Frankreich in der Landwirtschaft und als Dolmetscher tätig. 1948 legte er die landwirtschaftliche Gehilfenprüfung ab und studierte ab 1948 Landwirtschaft an der Universität Rostock. Das Studium beendete er 1951 mit dem Diplom. Daran schloss sich bis 1955 eine Assistentenzeit am Institut für Acker- und Pflanzenbau der Universität Rostock an. 1954 promovierte Pätzold und 1960 erfolgte die Habilitation.
1963 wurde er zum Dozenten ernannt, 1965 zum Professor mit Lehrauftrag berufen und 1969 erhielt er den Lehrstuhl für Futterproduktion an der landwirtschaftlichen Fakultät der Universität Rostock. Von 1969 bis 1972 war Pätzold als Hochschullehrer in Algerien tätig. Dem folgten bis 1986 mehrere Auslandseinsätze (Guinea, Mali, Ägypten, Irak, Kuwait, Kuba und Madagaskar).
Pätzold setzte sich während und nach der Wiedervereinigung als Mitglied einer Initiativgruppe zur Erneuerung der Universität Rostock ein. Von 1990 bis 1992 war er erster Präsident des Konzils an der Universität Rostock.
1991 wurde er emeritiert. Im Ruhestand veröffentlichte Horst Pätzold Arbeiten zu politikwissenschaftlichen und historischen Themen der jüngsten Vergangenheit.

## Lehre und Forschung
Pätzold war fast drei Jahrzehnte im In- und Ausland in der Hochschullehre tätig. Er begleitete zahlreiche Diplomarbeiten, 13 Dissertationen und 4 Habilitationen.
Schwerpunkte seiner Lehrtätigkeit waren Grünlandlehre, Grünlandbewirtschaftung, Weideprojektierung und Grünlandmelioration sowie tropische und subtropische Landwirtschaft. Außerdem befasste er sich lehrmäßig mit Vegetationskunde, Grünlandstandorten, Grünlandbonitierung, Heu- und Silagebewertung sowie Weideführung und Weideertragsermittlung.
Forschung in den gemäßigten Breiten:
- Netto-Photosynthese bei Gramineen u. Kleearten
- Leistungsprüfung der wichtigsten Grasarten
- Ertragspotential der wichtigsten Grünlandstandorte
- Niedermoorbewirtschaftung
- Futterkontinuität und Leistungsdauer im Saatgrasbau
- Schnitthäufigkeit und Futterqualität
- Vergleich der Weidehaltung mit ganzjähriger Stallhaltung für Milchvieh
- Futterverzehr und tierische Leistung bei Jungrindern verschiedener Rassen
- Effektivität der Beregnung bzw. der Grundwasserhöhe auf die Erträge
- Umbruch oder Nachsaat

Forschung in den Tropen und Subtropen:
- Eignung von Gras- und Leguminosenarten für den Anbau in Nordafrika
- Futterkontinuität in Steppen und Savannen Afrikas
- Milch- und Fleischproduktion in der Sahel-Zone
- Die Rolle des Nomadismus

Historische Forschung:
- Rolle der Fruchtfolgen
- Kleegras und Feldgras
- Wirkung auf die Bodenfruchtbarkeit
- Wurzelforschung an Gräsern

Über die Ergebnisse seiner Forschungsarbeiten berichtete Pätzold in über 100 Beiträgen in wissenschaftlichen Zeitschriften. Außerdem war er Mitautor an weiteren Standardwerken zu Zeiten der DDR, so bei O. Möller, M. Seiffert, E. Wojahn.

## Ehrungen und Auszeichnungen
- 1986: Wilhelm-von-Humboldt-Medaille
- 1994: Ehrensenator der Universität Rostock

## Hauptwerke (Auswahl)
- Nutzpflanzen der Tropen und Subtropen, Bd. 3 „Grasland und Feldfutterbau“, 379 S., S. Hirzel-Verlag Leipzig 1. Auflage 1978, 2. Auflage 1986 (Herausgeber G. Franke)
- Mitautor in „The Biology und Utilization of Shrubs“,Editor: Cyrus Mc Kell, Acad. Press Inc. San Diego, New York, London 656 S., Beitrag: Shrublands of the USSR in Asia (S. 199–223)
- 1968 „Untersuchungsergebnisse über das spezifische Ertragspotential der wichtigsten Grünlandstandorte im Norden der DDR und die sich hieraus ergebenden Folgerungen für die Nutzung.“, Wiss. Z. Univ. Rostock, Mathematisch-Naturwiss. Reihe, H. 8, 781–783
- 1971 „Nutrition et croissance des graminées fourragères en differènts climats sous l'aspect particulier de l'azote“, Sonderdruck, Inst. Nat. Agronomique, Alger, 157–178
- 1977 „Problems and possibilities of continuous forage production in arid subtropical regions“, XII. Intern. Grassland Congress, Leipzig, Proceedings Acad. VLg., 655–657
- 1982 „Möglichkeiten der Verbesserung der Futterproduktion in Savannen und im Ackerfutterbau“ Wiss. Z. WPU Rostock 31. Math.-Naturwiss. Reihe, H. 7, 129–132
- mit P. Foth, 1990 „Beziehungen zwischen Vegetationskunde und Bodentypen auf tiefgründigem Niedermoor“. Rost. Agrarwiss. Beiträge, Sonderheft: Grundlagen standortgerechter Meliorationen, 44–48

## Bücher und Broschüren
- Die Situation der Hochschulen und Hochschulneugründungen in den Neuen Bundesländern – eine problemorientierte Bilanz. Aus „Die Zukunft von Forschung und Lehre in den Neuen Ländern“, Konrad.-Adenauer-Stiftung, H. 20, Bonn 1992, S. 8–14
- Die Wende an der Universität Rostock – Versuch einer kritischen Bilanz. Forschung und Lehre 6/96, Bonn 1996, S. 308–312
- Gegen das Vergessen. Opfer der SED-Herrschaft aus Mecklenburg-Vorpommern erinnern sich an die Jahre 1945–1989. Herausgeber der Landesbeauftragte für Mecklenburg-Vorpommern für die Unterlagen des Staatssicherheitsdienstes der ehemaligen DDR, Schwerin 1997
- mit Werner Müller (Hrsg.): Lebensläufe im Schatten der Macht – Zeitzeugeninterviews aus dem Norden der DDR. Landeszentrale für politische Bildung Mecklenburg-Vorpommern, Schwerin 1997
- mit G. Meinl: Die Forschungsinstitute Dummerstorf und Groß-Lüsewitz 1945–1991. VERS Rostock 1998
- Der schwierige Weg zur Freiheit an den Universitäten der DDR. Beiträge für die Zeitung „Die Welt“ zum 10. Jahrestag der Wende für das Archiv Zeitschrift (6 S.) 1999
- Nischen im Gras – ein Leben in zwei Diktaturen. Beiträge zur deutschen und europäischen Geschichte. Autobiographie. Verlag Dr. Krämer, Hamburg 2004 (4. Aufl.)